# Vinnie Vincent Invasion
Vinnie Vincent Invasion est un groupe américain de glam metal, formé en 1984 par l'ancien guitariste de Kiss, Vinnie Vincent.

## Membres du groupe
Membres actuels
- Vinnie Vincent – guitares, chœurs (1984–1988, depuis 2023)
- Faysal Smile – chant (depuis 2023)

Anciens membres
- Dana Strum (en) – guitare basse, chœurs (1984–1988)
- Bobby Rock (en) – batterie (1984–1988)
- Robert Fleischman (en) –  chant (1984–1986)
- Mark Slaughter (en) – chant (1986–1988)
- Scott Board – chant (2023)

## Discographie
Albums studio
- Vinnie Vincent Invasion (1986)
- All Systems Go (1988)
- Judgment Day (Guitarmageddon Pt. I) (2024)

EPs
- Euphoria (1996)